# Faruk Hadžibegić
Faruk Hadžibegić (Szarajevó, 1957. október 7. –) jugoszláv válogatott bosnyák labdarúgó, hátvéd, edző.

## Pályafutása

### Klubcsapatban
1976 és 1985 között az FK Sarajevo labdarúgója volt és egy jugoszláv bajnoki címet nyert a csapattal. 1985 és 1987 között a spanyol Real Betis, 1987 és 1994 között a francia Sochaux, 1994–95-ben a Toulouse csapatában játszott.

### A válogatottban
1982 és 1992 között 61 alkalommal szerepelt a jugoszláv válogatottban és hat gólt szerzett. Részt vett az 1984-es franciaországi Európa-bajnokságon és az 1990-es olaszországi világbajnokságon.

### Edzőként
1995 és 1998 között a Sochaux vezetőedzője volt. 1999-ben a bosznia-hercegovinai válogatott szövetségi kapitányaként tevékenykedett. 2000-ben a spanyol Real Betis, 2002–03-ban a francia Troyes AC szakmai munkáját irányította. 2005–06-ban Törökországban dolgozott a Gaziantepspor, a Diyarbakırspor, majd a Denizlispor együtteseinél. 2007-től ismét Franciaországban tevékenykedett. A Chamois Niortais, a Dijon, a Bastia, az AC Arles-Avignon, a Valenciennes és a Red Star vezetőedzője volt. 2019–20-ban a montenegrói válogatott szövetségi kapitánya volt.

## Sikerei, díjai
FK Sarajevo
- Jugoszláv bajnokság
  - bajnok: 1984–85

## Statisztikái szövetségi kapitányként
2020. szeptember 8-án lett frissítve.
| Csapat     | Edzőség kezdete     | Edzőség vége | Eredményességi mutató | Eredményességi mutató | Eredményességi mutató | Eredményességi mutató | Eredményességi mutató |
| Csapat     | Edzőség kezdete     | Edzőség vége | M                     | GY                    | D                     | V                     | Győz %                |
| ---------- | ------------------- | ------------ | --------------------- | --------------------- | --------------------- | --------------------- | --------------------- |
| Montenegró | 2020. szeptember 1. | jelenlegi    | 8                     | 4                     | 1                     | 3                     | 50                    |
| Összesen   | Összesen            | Összesen     | 8                     | 4                     | 1                     | 3                     | 50                    |